# Катастрофа DC-9 под Таклобаном
Катастрофа DC-9 под Кагаян-де-Оро — крупная авиационная катастрофа, произошедшая в понедельник 2 февраля 1998 года. Авиалайнер McDonnell Douglas DC-9-32 авиакомпании Cebu Pacific совершал внутренний рейс 5J387 по маршруту Манила—Таклобан—Кагаян-де-Оро, но при заходе на посадку в пункте назначения врезался в гору Сумагайя. Погибли все находившиеся на его борту 104 человека — 99 пассажиров и 5 членов экипажа.

## Самолёт
McDonnell Douglas DC-9-32 (регистрационный номер RP-C1507, заводской 47069, серийный 175) был выпущен в 1967 году (первый полёт совершил 17 августа). 30 сентября того же года был передан авиакомпании Air Canada, в которой получил бортовой номер C-FTLQ. 17 марта 1997 года был куплен авиакомпанией Cebu Pacific и его б/н сменился на RP-C1507. Оснащён двумя турбореактивными двигателями Pratt & Whitney JT8D-7A. На день катастрофы налетал 73 784 часа.

## Экипаж и пассажиры
- Командир воздушного судна (КВС) — Паоло Джасто (англ. Paulo Justo).
- Второй пилот — Эрвин Голла (англ. Erwin Golla).

В салоне самолёта работали три бортпроводника.
| Гражданство | Пассажиры | Экипаж | Всего |
| ----------- | --------- | ------ | ----- |
| Филиппины   | 94        | 5      | 99    |
| Австралия   | 1         | 0      | 1     |
| Австрия     | 1         | 0      | 1     |
| Япония      | 1         | 0      | 1     |
| Швейцария   | 1         | 0      | 1     |
| Канада      | 1         | 0      | 1     |
| Всего       | 99        | 5      | 104   |

## Хронология событий
Рейс 5J387 вылетел из Манилы в 09:16 по местному времени и в 09:53 приземлился в Таклобане (многие источники расходятся во мнениях относительно посадки самолёта в Таклобане — одни считают, что она была запланированной, а другие — что вынужденной). Лайнер вылетел из Таклобана в 10:02; перелёт должен был занять 1 час и 1 минуту, расчётное время посадки в Кагаян-де-Оро — 11:03. Последнее радиосообщение с борта рейса 387 было передано диспетчерской службе аэропорта Лумбия в 10:48; пилоты сообщили, что они находится в 68 километрах от аэропорта и начинают снижение (при этом ни о каких признаках неисправностей самолёта передано не было). Лайнер в этот момент летел на эшелоне FL115 (3500 метров) над муниципалитетом Клаверия.
Около 11:00 местные жители услышали звук взрыва недалеко от вулкана Балатукан высотой 2450 метров. После нескольких часов поисков обломки рейса 5J387 были обнаружены на склоне горы Сумагайя (высота 2234 метра) на высоте 2084 метра над уровнем моря. Все 104 человека на его борту погибли.

## Расследование
Начальник спасательной команды ВВС Филиппин полковник Хасинто Лиго заявил, что во время работ столкнулся с трудностями из-за глубоких оврагов и густой растительности на склонах горы Сумагайя. По его мнению, катастрофа произошла из-за того, что гору (предположительно) покрывал густой туман, хотя небо над аэропортом Лумбия в момент катастрофы было ясным.